# The Statue of Liberty
The Statue of Liberty è un documentario del 1985 diretto da Ken Burns candidato al premio Oscar al miglior documentario.